# Marianne Brandt (alt)
Marianne Brandt (Beč, 12. rujna 1842. – Beč, 9. srpnja 1921.), austrijska operna pjevačica, alt.

## Životopis
Marianne Brandt (rođ. Marie Bischof) školovala se na Konzervatoriju u rodnome Beču i kasnije u Baden-Badenu kod Pauline Viardot. Debitirala je 4. siječnja 1867. u Olomoucu ulogom Rachel u operi Židovka (La Juive) Fromentala Halévya. Od 1868. pa sve do 1886. bila je angažirana kao stalna članica Državne opere u Berlinu (Staatsoper Unter den Linden). Istodobno je i često gostovala u Londonu i Beču, a 1884. godine bila je pozvana i u njujoršku operu Metropolitan, gdje je tijekom svoje uspješne karijere nastupila čak 160 puta i otpjevala 18 opernih uloga. Gostovala je u brojnim opernim kućama diljem Europe: u Rotterdamu, Münchenu, Mannheimu, Kasselu, Stuttgartu, Karlsruheu, Frankfurtu na Majni, Hamburgu, Baselu, Grazu, Brnu i Rigi. Pjevala je i u trima zapaženim berlinskim opernim praizvedbama: Hermione Maxa Brucha (1872.), Makabejci Antona Rubinsteina (1875.) te Ekkehard Johanna Josepha Aberta (1878.). Bila je vrlo cijenjena zbog svojih interpretacija opernih uloga iz pera Richarda Wagnera, ali i zbog iznimnoga raspona glasa, koji joj je omogućavao pjevanje čak i sopranskih uloga.
1890. godine vratila se u svoj rodni grad, gdje je podučavala solopjevanje i povremeno koncertirala. Jedna od njezinih učenica u Beču bila je i mezzosopranistica Edyth Walker.

## Sačuvane snimke
Glas Marianne Brandt na tri je fonografska cilindra 11. rujna 1905. u Beču zabilježila tvrtka »Artistikal Rekord« (te snimke je kasnije na gramofonskim pločama objavila i izdavačka tvrtka Pathé). Danas na digitalnom nosaču zvuka »The Harold Wayne Collection, Vol. 6 (1902-1907)« (Symposium Records, CD SYMP 1085) možemo čuti dvije njezine izvedbe: Napitnicu iz 2. čina Donizettieve opere Lucrezia Borgia i ariju Ach, mein Sohn, Segen dir! iz 2. čina Meyerbeerove opere Prorok. 

## Vanjske poveznice
- Marianne Brandt (biografija i fotografije)  Arhivirana inačica izvorne stranice od 4. ožujka 2016. (Wayback Machine) (njem.)
- Marston Records: The Contralto Voice  Arhivirana inačica izvorne stranice od 25. svibnja 2011. (Wayback Machine) (engl.)
- Metropolitan Opera House – Richard Wagner: Lohengrin, 15. prosinca 1886.  Arhivirana inačica izvorne stranice od 3. ožujka 2016. (Wayback Machine) (engl.)